# Phát xạ tự phát
Phát xạ tự phát là quá trình phát xạ xảy ra ở một hệ thống lượng tử đang ở trạng thái kích thích chuyển dời sang một trạng thái có năng lượng thấp hơn (hoặc về trạng thái cơ bản) và phát ra lượng tử năng lượng.
Hệ thống lượng tử nói trên có thể là một nguyên tử, phân tử, tinh thể nano, hoặc hạt nhân. Ánh sáng hay huỳnh quang từ một nguyên tử là một quá trình cơ bản, đóng một vai trò thiết yếu trong nhiều hiện tượng trong tự nhiên và tạo cơ sở cho nhiều ứng dụng, chẳng hạn như đèn huỳnh quang, màn hình tivi CRT (màn hình ống cathode), màn hình plasma, laser, và điốt phát quang. Riêng laser thì bắt đầu bằng phát xạ tự phát, và sau đó có thể duy trì hoạt động liên tục bình thường dựa trên phát xạ kích thích .

## Diễn giải
Phát xạ tự phát không thể được giải thích bằng lý thuyết điện từ cổ điển và về cơ bản là một quá trình lượng tử. Theo Hiệp hội Vật lý Hoa Kỳ, người đầu tiên dự đoán chính xác hiện tượng phát xạ tự phát là Albert Einstein trong một loạt các bài báo bắt đầu từ năm 1916, đỉnh điểm là cái mà ngày nay được gọi là Hệ số Einstein.  Lý thuyết lượng tử về bức xạ của Einstein dự đoán các ý tưởng sau này được thể hiện trong điện động lực học lượng tử và quang học lượng tử trong vài thập kỷ.  Sau đó, sau khi phát hiện chính thức về cơ học lượng tử vào năm 1926, tốc độ phát xạ tự phát đã được Dirac mô tả chính xác từ các nguyên tắc đầu tiên trong lý thuyết bức xạ lượng tử của  thân của lý thuyết mà sau này ông gọi là điện động lực học lượng tử.  Các nhà vật lý đương đại, khi được yêu cầu đưa ra một lời giải thích vật lý cho sự phát xạ tự phát, thường gọi năng lượng điểm không của trường điện từ.  Năm 1963, mô hình Jaynes-Cummings  được phát triển mô tả hệ thống của một nguyên tử hai cấp tương tác với chế độ trường định lượng (tức là chân không) trong một khoang quang học. Nó đưa ra dự đoán không trực quan rằng tốc độ phát thải tự phát có thể được kiểm soát tùy thuộc vào điều kiện ranh giới của trường chân không xung quanh. Những thí nghiệm này đã dẫn đến điện động lực học lượng tử khoang (CQED), nghiên cứu về ảnh hưởng của gương và sâu răng đối với các hiệu chỉnh bức xạ.
Nếu một nguồn sáng ('nguyên tử') ở trạng thái kích thích với năng lượng , nó có thể tự phân rã đến mức nằm thấp hơn (ví dụ: trạng thái mặt đất) với năng lượng , giải phóng sự khác biệt về năng lượng giữa hai trạng thái như một photon. Photon sẽ có tần số góc  và một năng lượng :
đâu  là hằng số Planck giảm. Ghi: đâu  Là hằng số Planck và  là tần số tuyến tính. Giai đoạn của photon trong phát xạ tự phát là ngẫu nhiên cũng như hướng mà photon lan truyền. Điều này không đúng đối với khí thải kích thích. Sơ đồ mức năng lượng minh họa quá trình phát thải tự phát được hiển thị dưới đây:
Nếu số lượng nguồn sáng trong trạng thái kích thích tại thời điểm  được đưa ra bởi , tỷ lệ mà tại đó  phân rã là:
đâu  là tỷ lệ phát thải tự phát. Trong phương trình tỷ lệ  là một hằng số tỷ lệ cho quá trình chuyển đổi đặc biệt này trong nguồn sáng đặc biệt này. Hằng số được gọi là Hệ số Einstein A, và có các đơn vị s−1.  Phương trình trên có thể được giải quyết để đưa ra:
đâu  Là số lượng nguồn sáng ban đầu trong trạng thái kích thích,  Là thời gian và  là tốc độ phân rã bức xạ của quá trình chuyển đổi. Số lượng các trạng thái phấn khích  do đó phân rã theo cấp số nhân theo thời gian, tương tự như phân rã phóng xạ. Sau một đời, số lượng trạng thái kích thích phân rã xuống còn 36,8% giá trị ban đầu của nó (-thời gian). Tỷ lệ phân rã bức xạ  tỷ lệ nghịch với tuổi thọ :

## Lý thuyết[sửa]
Quá trình chuyển đổi tự phát không thể giải thích được trong khuôn khổ phương trình Schrödinger, trong đó các mức năng lượng điện tử được định lượng, nhưng trường điện từ thì không. Cho rằng các eigenstates của một nguyên tử được chéo đúng cách, sự chồng chéo của các chức năng sóng giữa trạng thái kích thích và trạng thái mặt đất của nguyên tử là bằng không. Do đó, trong trường hợp không có trường điện từ định lượng, nguyên tử trạng thái kích thích không thể phân rã đến trạng thái mặt đất. Để giải thích các quá trình chuyển đổi tự phát, cơ học lượng tử phải được mở rộng sang lý thuyết trường lượng tử, trong đó trường điện từ được định lượng tại mọi điểm trong không gian. Lý thuyết trường lượng tử của các electron và trường điện từ được gọi là điện động lực học lượng tử.
Trong điện động lực học lượng tử (hoặc QED), trường điện từ có trạng thái mặt đất, chân không QED, có thể trộn với các trạng thái đứng yên bị kích thích của nguyên tử.  Do kết quả của sự tương tác này, "trạng thái đứng yên" của nguyên tử không còn là một eigenstate thực sự của hệ thống kết hợp của nguyên tử cộng với trường điện từ. Đặc biệt, quá trình chuyển đổi electron từ trạng thái kích thích sang trạng thái mặt đất điện tử trộn lẫn với sự chuyển đổi của trường điện từ từ trạng thái mặt đất sang trạng thái kích thích, trạng thái trường với một photon trong đó. Phát xạ tự phát trong không gian tự do phụ thuộc vào biến động chân không để bắt đầu. 
Mặc dù chỉ có một sự chuyển đổi điện tử từ trạng thái kích thích sang trạng thái mặt đất, có nhiều cách mà trường điện từ có thể đi từ trạng thái mặt đất sang trạng thái một photon. Đó là, trường điện từ có mức độ tự do vô hạn, tương ứng với các hướng khác nhau trong đó photon có thể được phát ra. Tương đương, người ta có thể nói rằng không gian pha được cung cấp bởi trường điện từ lớn hơn vô hạn so với không gian được cung cấp bởi nguyên tử. Mức độ tự do vô hạn này đối với sự phát xạ của photon dẫn đến sự phân rã không thể đảo ngược rõ ràng, tức là sự phát xạ tự phát.
Với sự hiện diện của các chế độ chân không điện từ, hệ thống chân không nguyên tử kết hợp được giải thích bằng sự chồng chất của các chức năng sóng của nguyên tử trạng thái kích thích không có photon và nguyên tử trạng thái mặt đất với một photon phát ra duy nhất:
đâu  và  là chức năng sóng chân không điện từ trạng thái kích thích nguyên tử và biên độ xác suất của nó,  và  là nguyên tử trạng thái mặt đất với một photon duy nhất (của chế độ ) sóng chức năng và biên độ xác suất của nó,  Là tần số chuyển tiếp nguyên tử, và  Là tần số của photon. Tổng số tiền đã kết thúc  và , đó là số sóng và phân cực của photon phát ra, tương ứng. Như đã đề cập ở trên, photon phát ra có cơ hội được phát ra với các số lượng sóng và phân cực khác nhau, và chức năng sóng kết quả là sự chồng chất của những khả năng này. Để tính xác suất của nguyên tử ở trạng thái mặt đất (), người ta cần phải giải quyết sự tiến hóa thời gian của sóng chức năng với một Hamiltonian thích hợp.  Để giải quyết cho biên độ chuyển tiếp, người ta cần trung bình trên (tích hợp trên) tất cả các chế độ chân không, vì người ta phải xem xét xác suất mà photon phát ra chiếm các phần khác nhau của không gian pha như nhau. Photon phát ra "tự phát" có vô số chế độ khác nhau để truyền vào, do đó xác suất nguyên tử tái hấp thụ photon và trở về trạng thái ban đầu là không đáng kể, làm cho sự phân rã nguyên tử thực tế không thể đảo ngược. Sự tiến hóa thời gian không thể đảo ngược như vậy của hệ thống chân không nguyên tử chịu trách nhiệm cho sự phân rã tự phát rõ ràng của một nguyên tử bị kích thích. Nếu người ta theo dõi tất cả các chế độ chân không, hệ thống chân không nguyên tử kết hợp sẽ trải qua quá trình tiến hóa thời gian đơn nhất, làm cho quá trình phân rã có thể đảo ngược. Điện động lực học lượng tử khoang là một trong những hệ thống như vậy, nơi các chế độ chân không được sửa đổi dẫn đến quá trình phân rã có thể đảo ngược, xem thêm Sự hồi sinh lượng tử. Lý thuyết về sự phát xạ tự phát theo khung QED lần đầu tiên được tính toán bởi Weisskopf và Wigner.

## Tỷ lệ phát thải tự phát[sửa]
Tốc độ phát xạ tự phát (tức là tỷ lệ bức xạ) có thể được mô tả bằng quy tắc vàng của Fermi.  Tốc độ phát xạ phụ thuộc vào hai yếu tố: một 'phần nguyên tử', mô tả cấu trúc bên trong của nguồn sáng và một 'phần trường', mô tả mật độ của các chế độ điện từ của môi trường. Phần nguyên tử mô tả sức mạnh của quá trình chuyển đổi giữa hai quốc gia về thời điểm chuyển tiếp. Trong một môi trường đồng nhất, chẳng hạn như không gian tự do, tốc độ phát xạ tự phát trong xấp xỉ lưỡng cực được đưa ra bởi:
đâu  Là tần số phát thải,  là chỉ số khúc xạ,  là thời điểm lưỡng cực chuyển tiếp,  Là sự cho phép chân không,  là hằng số Planck giảm,  Là tốc độ chân không của ánh sáng, và  là hằng số cấu trúc tốt. Biểu thức  viết tắt của định nghĩa về thời điểm lưỡng cực chuyển tiếp  cho người điều hành khoảnh khắc lưỡng cực đâu  Là khoản phí cơ bản và  là viết tắt của position operator . (Xấp xỉ này bị phá vỡ trong trường hợp các electron vỏ bên trong trong các nguyên tử Z cao.) Phương trình trên cho thấy rõ tốc độ phát thải tự phát trong không gian tự do tăng tương ứng với .
Trái ngược với các nguyên tử, có phổ phát xạ rời rạc, các chấm lượng tử có thể được điều chỉnh liên tục bằng cách thay đổi kích thước của chúng. Tài sản này đã được sử dụng để kiểm tra Sự phụ thuộc tần số của tốc độ phát thải tự phát như được mô tả bởi quy tắc vàng của Fermi. 

## Phân rã bức xạ và không cải tạo: hiệu quả lượng tử [chỉnh sửa]
Trong phương trình tỷ lệ ở trên, người ta cho rằng sự phân rã của số lượng trạng thái kích thích  Chỉ xảy ra dưới sự phát xạ của ánh sáng. Trong trường hợp này, người ta nói về sự phân rã bức xạ đầy đủ và điều này có nghĩa là hiệu quả lượng tử là 100%. Bên cạnh sự phân rã bức xạ, xảy ra dưới sự phát xạ của ánh sáng, có một cơ chế phân rã thứ hai; phân rã không cải tạo. Để xác định tổng tỷ lệ phân rã , tỷ lệ bức xạ và không cải tạo nên được tóm tắt:
đâu  Là tổng tỷ lệ phân rã,  là tỷ lệ phân rã bức xạ và  tỷ lệ phân rã không cải tạo. Hiệu quả lượng tử (QE) được định nghĩa là phần nhỏ của các quá trình phát xạ trong đó phát xạ ánh sáng có liên quan:
Trong thư giãn không cải tạo, năng lượng được giải phóng dưới dạng phonon, thường được gọi là nhiệt. Thư giãn không cải thiện xảy ra khi sự khác biệt năng lượng giữa các mức rất nhỏ, và chúng thường xảy ra trên quy mô thời gian nhanh hơn nhiều so với quá trình chuyển đổi bức xạ. Đối với nhiều vật liệu (ví dụ, chất bán dẫn), các electron di chuyển nhanh chóng từ mức năng lượng cao đến mức siêu ổn định thông qua các quá trình chuyển đổi nhỏ không cải tạo và sau đó thực hiện động thái cuối cùng xuống mức dưới cùng thông qua quá trình chuyển đổi quang học hoặc bức xạ. Quá trình chuyển đổi cuối cùng này là sự chuyển đổi trên bandgap trong chất bán dẫn. Quá trình chuyển đổi không cải tạo lớn không xảy ra thường xuyên vì cấu trúc tinh thể thường không thể hỗ trợ các rung động lớn mà không phá hủy các liên kết (thường không xảy ra để thư giãn). Trạng thái siêu ổn định tạo thành một tính năng rất quan trọng được khai thác trong việc xây dựng laser. Cụ thể, vì các electron phân rã chậm từ chúng, chúng có thể được cố tình chất đống ở trạng thái này mà không mất quá nhiều và sau đó phát xạ kích thích có thể được sử dụng để tăng tín hiệu quang học.